# Konrad Pollesch
Konrad Karol Pollesch est un photographe polonais né en 1940.

## Biographie
Après des études de lettres à l'Université Jagellonne de 1958 à 1963, Konrad Karol Pollesch se consacre à la photographie pour laquelle il voyage dans de nombreux pays comme la France, l'Autriche, la Finlande, l'Allemagne, la Suisse, l'Italie, la Suède et les États-Unis. Il séjourne à deux reprises dans ce dernier pays en tant que boursier de la Fondation Kosciuszko (1979) puis du département d'État (en 1988). 
Il est membre de l’Association pictoraliste européenne basée à Bruxelles. 
Il se spécialise dans la photographie d'œuvres d'art et réalise également des pastiches. Il s'est beaucoup inspiré de l'approche de Robert Demachy (procédé à la gomme bichromatée).
Il est l'auteur de photos d'albums de la série "Musées du monde", et de deux monographies, des albums originaux du Musée Czartoryski à Cracovie. (Musée national de Cracovie, Czartoryski Collection, édité par Mark Rostworowski, Arkady 1978, Musée Czartoryski, l'histoire et collections, monographies, édité par Zdzislaw Żygulskiego JRA, Cracovie 1998).
En 1987-1990, il a effectué des photographies sur les activités du théâtre de Tadeusz Kantor Cricot 2, qui a débouché sur des expositions à la Cricothèque en juin 1988, "Kantor sous les photographies de Pollesch" au centre "Pod Baranami", Juillet 1989, Kantor et son théâtre, au centre culturel de Nowa Huta. "Tadeusz Kantor fotografato da Pollesch" Institut polonais de Rome, décembre-janvier 1995-1996. 
Konrad K. Pollesch a collaboré pendant plusieurs années avec la télévision publique de Cracovie, en prenant part à des séries d'émissions sur le thème de la photographie.  
Il a été, de 1971 à 1997, chargé du cours de photographie pour les étudiants de l'Institut d'archéologie de l'Université Jagellonne. 
Ses photos ont été présentées lors de nombreuses expositions collectives importantes, telles que "La photographie d'art contemporain polonais de Varsovie", Wroclaw 1985, International Print Biennale Cracovie 1986 (estampes, gomme), " Les 40 ans de ZPAF, Varsovie 1987, "Photographie polonaise 1889 - 1979" - New York, Chicago, Paris, Londres, « La violence, le sexe, la nostalgie » - ZPAF Varsovie 1989 (premier prix dans la catégorie "nostalgie")

## Œuvres
Ses œuvres sont exposées dans les collections du Centre international de la photographie et du Museum of Modern Art de New York, à la bibliothèque du Congrès de Washington, au Musée d'art et d'histoire de Fribourg, en Suisse, au Musée d'art moderne de Łódź, au Musée national de Wrocław, au Musée de la photographie de Cracovie, et dans de nombreuses collections privées en Pologne et à l'étranger.
Il est l'auteur de plus de 40 expositions personnelles. Parmi les dernières :
- Paris disparu - 1962, Institut français de Cracovie, mars 2011[2] : photographies prises durant son premier séjour parisien